# Список экорегионов Экваториальной Гвинеи
Ниже приведен список экорегионов в Экваториальной Гвинее, согласно Всемирному Фонду дикой природы (ВФП). В трех разных географических регионах страны (Рио-Муни на африканском материке, острове Биоко и острове Аннобон) существуют различные экорегионы.

## Наземные экорегионы
по основным типам местообитаний

### Тропические и субтропические влажные широколистные леса
- Прибрежные леса Кросс-Санага-Биоко (Биоко)
- Атлантические экваториальные прибрежные леса (Рио-Муни)
- Горные леса Камеруна и Биоко (Биоко)
- Влажные низменные леса Сан-Томе, Принсипи и Аннобона (Аннобон)
- Северо-западные низинные леса Конго (Рио-Муни)

### Мангры
- Центральноафриканские мангры (Рио-Муни)

## Пресноводные экорегионы
- Центрально-западное экваториальное побережье (Рио-Муни)
- Северо-западное экваториальное побережье (Биоко)
- Сан-Томе, Принсипи и Аннобон (Аннобон)

## Морские экорегионы
- Центральный залив Гвинеи (Биоко, Рио-Муни)
- Острова Гвинейского залива (Аннобон)